# Soběslav
Soběslav (tjekkisk udtale: [ˈsobjɛslaf] (tysk: Sobieslau) er en by i distriktet  Tábor i regionen Sydbøhmen i Tjekkiet, med omkring 7.000 indbyggere. Den historiske bymidte er velbevaret og er beskyttet ved lov som en urban monumentzone.
Byen består af bydelene Soběslav I–III og landsbyerne Chlebov og Nedvědice.

## Geografi
Soběslav ligger omkring 16 km  syd for Tábor og 35 km nordøst for České Budějovice. Den ligger på grænsen mellem Třeboň-bassinet og Tábor-højlandet.
Byen ligger ved floden Lužnice. Der er flere damme i området. Nový-dammen med dens omgivelser er beskyttet som Nový rybník u Soběslavi-naturmonumentet.

## Historie
Den første skriftlige omtale af Soběslav er fra 1293, hvor slottet og de omkringliggende områder tilhørte familien Rosenberg. Den opnåede byrettigheder i 1390. Fire år senere blev kong Wenceslaus 4. fængslet på et lokalt slot.
I det 16. århundrede var Soběslav sæde for Peter Vok af Rosenberg og en af de vigtigste byer i Rosenbergs ejendom. Den repræsenterede det økonomiske centrum i det sydlige Bøhmen med bånd til Bayern og Østrig. Denne vigtigste fase i byens historie er tydelig i talrige historiske bygninger i byen i dag.
Byen blev brændt to gange under hussitterkrigene. I slutningen af det 19. århundrede fik byen en jernbanebindelse  med Prag og České Budějovice.

## Seværdigheder
Den historiske del af byen er beskyttet som en urban monumentzone. Sankt Vitus-kirken er en gotisk bygning fra 1375, grundlagt af Oldřich 1. af Rosenberg. I det 15.-18. århundrede blev den ombygget, men beholdt sin gotiske karakter.
Soběslav Slot er kendt for sit velbevarede cylindriske tårn Hláska, som er et vartegn for byen. Slottet forfaldt i 1980'erne. Dens nordlige fløj blev genopbygget i 2010 og huser i dag byens bibliotek.
I nærheden af bygrænsen er der en skov kaldet Svákov med det eponyme observationstårn, lille Vor Frue af Sorgernes Kapel og rester af en gammel slavisk gord.